# Aloe parvula
Aloe parvula ist eine Pflanzenart der Gattung der Aloen in der Unterfamilie der Affodillgewächse (Asphodeloideae). Das Artepitheton parvula stammt aus dem Lateinischen, bedeutet ‚klein‘ und verweist auf die kleine Statur der Pflanzen.

## Beschreibung

### Vegetative Merkmale
Aloe parvula wächst stammlos und einzeln oder bildet selten kleine Gruppen. Die etwa 24 dreieckig-spitzen Laubblätter bilden dichte Rosetten. Die hell bläulichgrüne Blattspreite ist 10 Zentimeter lang und 1,2 Zentimeter breit. Auf ihr befinden sich viele feste, weiße, 0,5 bis 1 Millimeter lange Stacheln. Die weißen, weichen bis festen Zähne am Blattrand sind 1 bis 2 Millimeter lang und stehen 1 bis 2 Millimeter voneinander entfernt.

### Blütenstände und Blüten
Der einfache Blütenstand erreicht eine Länge von etwa 35 Zentimeter. Die lockeren, zylindrischen Trauben sind 10 Zentimeter lang und 5 Zentimeter breit. Sie bestehen aus etwa zwölf bis 15 Blüten. Die eiförmig-deltoiden Brakteen sind etwa halb so lang wie die 12 bis 15 Millimeter langen Blütenstiele. Die etwas bauchigen Blüten sind hell korallenrot, 26 Millimeter lang und an ihrer Basis verschmälert. In der Mitte sind sie erweitert und anschließend zu ihrer Mündung verengt. Ihre Perigonblätter sind auf einer Länge von 7 Millimeter nicht miteinander verwachsen. Die Staubblätter und der Griffel ragen bis zu 1 Millimeter  aus der Blüte heraus.

## Systematik, Verbreitung und Gefährdung
Aloe parvula ist auf Madagaskar in den Bergen westlich von Itremo zwischen Gras in Felsspalten in Höhen von etwa 2000 Metern verbreitet.
Die Erstbeschreibung durch Alwin Berger wurde 1908 veröffentlicht. Ein nomenklatorisches Synonym Lemeea parvula (A.Berger) P.V.Heath (1994). Darüber hinaus wurde Aloe sempervivoides H.Perrier (1926) als Synonym in die Art einbezogen.
Aloe parvula wird in Anhang I des Washingtoner Artenschutz-Übereinkommen geführt.

## Nachweise